# Щербаков Олександр Іванович
Олекса́ндр Іва́нович Щербако́в (нар. 31 липня 1960, Кривий Ріг, Дніпропетровська область, Українська РСР, СРСР) — радянський та український футболіст, нападник. Майстер спорту СРСР (1984), володар Кубка сезону 1985 року.

## Життєпис
В групі підготовки «Кривбасу» з 1972 року. В 1978—1980 роках служв в РА — київський СКА, там мав тяжкий перелом ноги.
1980 почав грати за могильовський «Дніпро». На один з матчів приїхав Валерій Поркуян, і загітував грати за «Чорноморець».
Грав за юнацьку збірну СРСР.
Три сезони виступав за одеську команду, згодом перейшов до «Динамо» (Київ) — в 1986 році.
Виступав в єврокубках — у сезоні 1985—1986 — в Кубку УЕФА за «Чорноморець» (Одеса), 4 гри, 1 гол — проти бременського «Вердера» чотири гри.
1986—1987 — Кубок європейських чемпіонів за «Динамо» (Київ) — 1 гра, проти мадридського «Реала».
1987 повернувся до «Чорноморця», що грав тоді в першій лізі. 1988 року був травмований, переніс операцію на меніску.
1991 року перейшов до польської друголігової команди «Карпати» (Кросно).
В Чемпіонаті України 1992—1993 років виступав за «Чорноморець» (Одеса) — 10 ігор, 4 голи.
В 1993—1994 грав в команді «Хапоель» Беер-Шева (Ізраїль).
1994—1995 роки — гравець «Бірзули» (Котовськ) — 11 ігор.
В сезоні 1996—1997 років зіграв в Кубку України за «Рибак» (Одеса) 1 гру, 1 гол.
В 1997—1999 роках виступав за «Чорноморець-2», зіграв 35 ігор, забив 10 м'ячів, в Кубку України 1997—1998 — 2 гри, 1998—1999 — 8 ігор, 1 гол.
Працював тренером в ЦСКА, київській «Оболоні», Черкасах — «Дніпро».